# Father Knows Best
Father Knows Best (br / pt: Papai Sabe Tudo) é um seriado de televisão estado-unidense. Começou a ser transmitido no rádio, em 1949 e estreou na televisão em 1954, permanecendo no ar até 1960, num total de 203 episódios. 
No Brasil, foi transmitido na década de 1960, pela TV Tupi; na década de 1970, pela Rede Globo; e na década de 1980, pela TV Cultura. Atualmente a série é exibida na Rede Brasil de Televisão.
Era estrelada pelo ator Robert Young, que representava Jim Anderson, um pai simpático e sabichão de uma família feliz, composta por ele, sua esposa Margareth, interpretada por Jane Wyatt, e seus três filhos: Betty (Elinor Donahue), Bud (Billy Gray) e Kathy (Lauren Chapin).

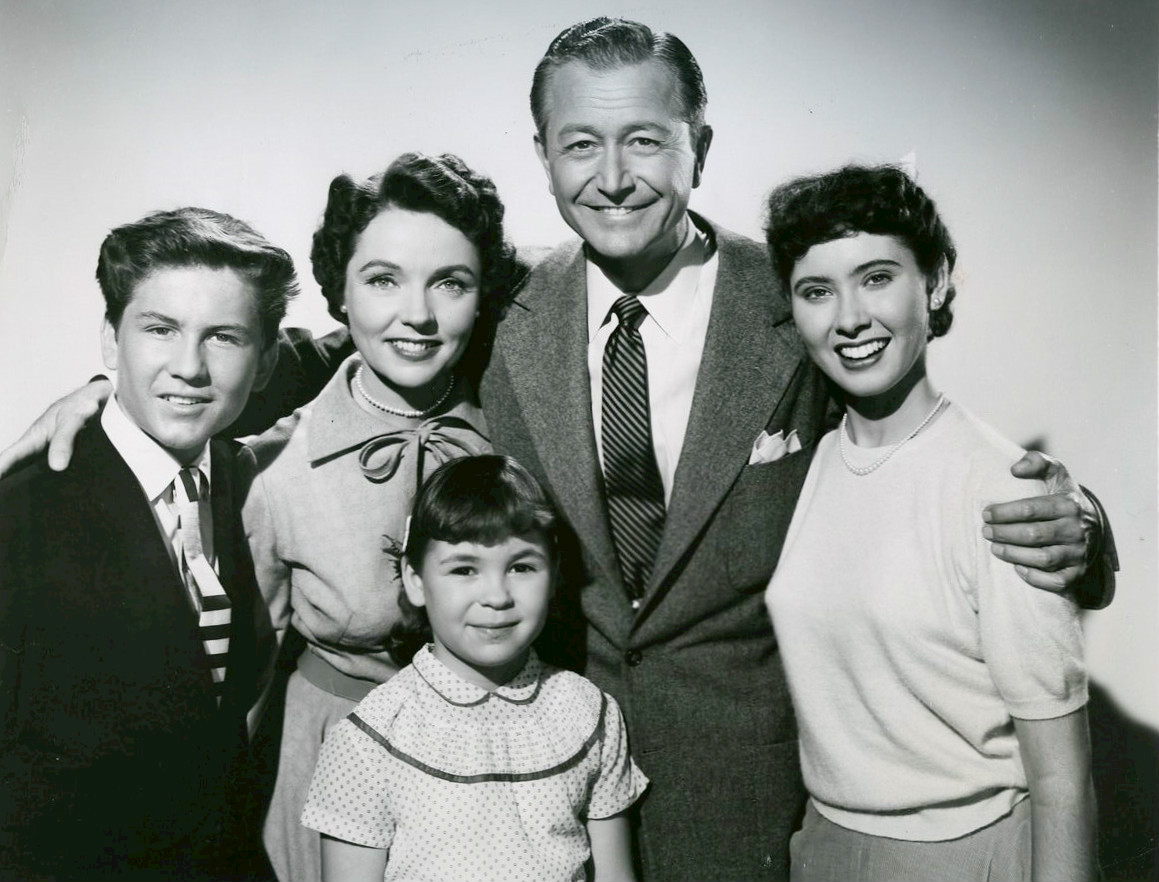
O Elenco de Papai Sabe Tudo

A série foi uma das produções que definiu o perfil da década de 1950, em especial a visão do país sobre como seria a família americana ideal. Criada por Ed James, “Papai Sabe Tudo” estreou em 1949 pela rádio NBC, chegando à TV em 1954, pelo canal CBS.
Entre os atores que deram vida à família no rádio, apenas Robert Young fez a transição para a televisão. Apesar de ter entrado para a história da televisão, a série não foi bem recebida quando estreou, sendo cancelada pela CBS em sua primeira temporada. No entanto, a NBC, que percebeu seu potencial e a resgatou, produzindo mais três temporadas. Após cancelamento pela NBC em 1958, a série voltou à CBS, onde foi ao ar até maio de 1960, somando 6 temporadas.
Na história, Young interpreta Jim Anderson, um pacato vendedor de seguros que com a ajuda de sua esposa, Margaret (Jane Wyatt), fazia o máximo para educar seus três filhos: Betty (Elinor Donahue), James (Billy Gray) e Kathy (Lauren Chapin).
Apesar da boa audiência, a série acabou em 1960 a pedido de Robert Young que, cansado de interpretar o mesmo personagem por onze anos (somando o período do rádio e da TV), pediu para o canal encerrar sua produção. A série teria a produção de dois telefilmes que reuniram o elenco original. Em 2008 “Papai Sabe Tudo” iniciou sua carreira em DVD. A Shout! Factory já lançou as cinco primeiras temporadas. Além disso, existe um projeto de levar a série para o cinema.